# アン・ハンプトン・キャラウェイ
アン・ハンプトン・キャラウェイ（Ann Hampton Callaway、1958年5月30日 - ）は、アメリカのジャズ・シンガー、ソングライター、女優。テレビ・シリーズ『The Nanny』のテーマソングを作詞・作曲し、歌唱した。

## 略歴
キャラウェイはシカゴ出身。父ジョン・キャラウェイはジャーナリスト、母は歌手、ピアニスト、そしてボーカルコーチであった。彼女は父からスキャットを学び、父のレコード・コレクションからジャズへの愛を、そして母からはクラシック音楽を学んだ。姉のリズ・キャラウェイはブロードウェイで歌手兼女優として活躍している。キャラウェイはウィネッカのニュー・トリアー高校でミュージカルに出演した。卒業後はイリノイ大学アーバナ・シャンペーン校で2年間演技を学ぶ。1979年にニューヨークへ移住。1980年代にはキャバレー歌手として活躍し、ピアノ伴奏でジャズ、トラディショナル・ポップス、そしてグレイト・アメリカン・ソングブックのスタンダード曲をパフォーマンスした。

### 作詞作曲
コール・ポーターの楽曲のCDリイシューに携わった際、ポーター財団から未発表曲「I Gaze in Your Eyes」の作曲許可を得た。この曲は、1992年8月17日に発売された彼女のデビュー・アルバムに収録された。1年後、彼女はテレビ番組『The Nanny』のテーマソングを作曲し、演奏した。
『The Nanny』のテーマソングに加え、『Day's End』『Cabaret Beat』『The Jim J and Tammy Fay Show』のテーマソングを作曲し、デヴィッド・ワイナー作の舞台『Baltimore Star』の劇中音楽も作曲した。彼女の曲「Manhattan in December」は、2005年のオフ・ブロードウェイ・ミュージカル・レビュー『A Broadway Diva Christmas』にて披露された。
彼女はバーブラ・ストライサンドのために「At the Same Time」を作曲した。この曲はストライサンドのアルバム『ハイアー・グラウンド』に収録され、ビルボード200で初登場1位を獲得し、キャラウェイにとって初のプラチナレコードとなった。ストライサンドは、彼女にロルフ・ラヴランドのメロディに乗せる歌詞を依頼し、「I've Dreamed of You」と題されたこの曲を、ジェームズ・ブローリンの結婚式で彼のために歌った。この曲は後に彼女のアルバム『ア・ラヴ・ライク・アワーズ』に収録され、シングルとしてリリースされ、アルバム『ジ・エッセンシャル・バーブラ・ストライサンド』にも収録された。ストライサンドは2枚組のライブ・アルバム『タイムレス～ライヴ・イン・コンサート』で両曲を披露した。また、アルバム『クリスマス・メモリーズ』には、キャラウェイの曲「A Christmas Lullaby」が収録されている。
キャラウェイの作曲と作詞は、カーリン・アリソン、リズ・キャラウェイ、バーバラ・キャロル、ブロッサム・ディアリー、マイケル・ファインスタイン、ハーヴェイ・ファイアスタイン、キャロル・キング、パティ・ルポーン、アマンダ・マクブルーム、ドナ・マッケニー、ライザ・ミネリ、ピーター・ネロ、リリアス・ホワイトらによって録音・演奏されている。
2005年9月、キャラウェイはFOXニュース・チャンネルの全国放送で自身の曲「Let the Saints Come Marching」を披露した。彼女はこの曲をハリケーン・カトリーナの被災者を追悼して作曲した。彼女の曲「Who Can See the Blue the Same Again?」は、スマトラ島沖地震 (2004年)の被災者への募金活動のため、2005年初頭にリリースされた。
9月11日の同時多発テロ後、彼女は「I Believe in America」を作曲し、『ラリー・キング・ライブ』で披露した。同時期には、8000年前のリグ・ヴェーダの祈りにインスピレーションを得た「Let Us Be United」も作曲した。彼女はこの曲を、ケニー・ワーナー、シッダ・ヨーガ国際合唱団、そして5歳のソナリ・ビーヴェンと共にレコーディングした。ソナリは、ユナイテッド航空93便テロ事件で亡くなった父親を偲んで歌った。この曲は、セーブ・ザ・チルドレンとPRASADプロジェクトへの寄付としてCDとDVDでリリースされた。

### その他の作品
彼女は映画『グッド・シェパード』と、ジム・ヘンソン・プロダクションズ制作のタメラ・ダミコ監督作品『Volare』に出演した。彼女の声は、コカ・コーラ、イーサン・アレン、ステート・ファームなどのテレビCMやナレーションにも使用されている。シリウス・サテライト・ラジオでは、パフォーマー、DJ、インタビュアーとして幅広く活躍している。
彼女は、ライザ・ミネリとクリスティーン・エバーソールをフィーチャーした『Singer's Spotlight with Ann Hampton Callaway』をプロデュースした。PBSテレビの特別番組『Live from Lincoln Center』では「Midnight Swing」に出演し、キース・ロックハートとボストン・ポップスと共に別のPBS特別番組にも出演した。また、メイシーズ主催の独立記念日花火大会にも参加し、メイシーズ・サンクスギヴィング・デイ・パレードにも2回ほど参加している。
2000年には、『Swing!』での演技により、ミュージカル助演女優賞でトニー賞にノミネートされた。

## 受賞歴と栄誉
彼女はワシントンD.C.にてビル・クリントン大統領の前で演奏し、1988年にはモスクワで開催されたソ連のミハイル・ゴルバチョフ書記長主催の青年平和サミットにもゲストとして招待された。
2023年、ハンプトンは女性ソングライターの殿堂入りを果たした。

## 私生活
キャロウェイはバイセクシュアルであることを公言している。長年のパートナーであるカリ・ストランドと結婚し、現在はアリゾナ州ツーソンに暮らしている。

## ディスコグラフィ

### リーダー・アルバム
- Ann Hampton Callaway (1992年、DRG)
- Bring Back Romance (1994年、DRG)
- To Ella with Love (1996年、Shanachie)
- Sibling Revelry with Liz Callaway (1996年、DRG)
- This Christmas (1998年、Angel)
- After Ours (1997年、Denon)
- Easy Living (1999年、Sin-Drome)
- Signature (2002年、N-Coded)
- Slow (2004年、Shanachie)
- 『ブルース・イン・ザ・ナイト』 - Blues In The Night (2006年、Telarc)
- At Last (2009年、Telarc)
- Boom! Live at Birdland with Liz Callaway (2011年、PS Classics)
- From Sassy to Divine: The Sarah Vaughan Project (2014年、Shanachie)
- The Hope of Christmas (2015年、MCG)
- Jazz Goes to the Movies (2018年、Shanachie)
- Fever: A Peggy Lee Celebration (2023年、Palmetto)

### 参加アルバム
- ケニー・バロン : 『トラヴェラー』 - The Traveler (2008年、Sunnyside)
- エリック・カンゼル、トニー・デセール、ジョン・ピザレリ、ティアニー・サットン : Christmastime Is Here (2006年、Telarc)
- ポーシャ・ネルソン : This Life, Her Songs & Her Friends (1996年、DRG)
- ピーター・ネロ : Holiday Pops (2003年、DRG)
- ジョニー・マンデル : The Man and His Music (2010年、Arbors)